# Giorgi Avakyan
Giorgi Avakyan ist ein georgischer Bogenbiathlet.
Giorgi Avakyan startete 2007 bei den in Moskau bislang letztmals ausgetragenen Bogenbiathlon-Weltmeisterschaften. Im Sprint belegte er mit sieben Fehlern den 19. und beendete das Verfolgungsrennen nicht. Im Massenstartrennen wurde er bei neun Fehlern 19. Er war der erste georgische Biathlet, der an einer internationalen Meisterschaft in dieser Sportart teilnahm.

## Belege
1. ↑  WM 2007 Sprintresultate (PDF; 212 kB)
2. ↑  WM 2007, Ergebnisse des Verfolgungsrennens (PDF; 209 kB)
3. ↑  Ergebnisse Massenstart WM 2007 (PDF; 210 kB)

| Personendaten    | Personendaten             |
| ---------------- | ------------------------- |
| NAME             | Avakyan, Giorgi           |
| KURZBESCHREIBUNG | georgischer Bogenbiathlet |
| GEBURTSDATUM     | 20. Jahrhundert           |